# Station 5 AB
Station 5 AB är ett svenskt tidningsförlag som ger ut en mängd olika tidskrifter. Hem ljuva hem (tidning) är en av landets största inredningstidningar som utkommer en gång i månaden sedan 1999. Enligt Orvesto läser mellan 165 000 och 240 000 personer tidningen varje månad. Hem Ljuva Hem Trädgård utkommer under säsong månadsvis. Älskade hem, fd Tove Hem & Trädgård är en kombinerad inrednings och lisvstilstidning. Den grundades 2005. Station 5 AB är ett av landets snabbast växande företag enligt Dagens Industris Gasell-lista. Både 2006 samt 2007 blev Station utvalda efter omsättningsökningar på hundratals procent. Bolaget ingår i sfären runt Plaza Publishing Group AB. Den finska inredningstidningen Oma Koti Kullan Kallis ingår även i gruppen, och är en av Finlands mest sålda tidskrifter.